# جوناثان رينولدز
جوناثان رينولدز (بالإنجليزية: Jonathan Reynolds)‏ هو سياسي بريطاني، ولد في 28 أغسطس 1980 في المملكة المتحدة. حزبياً، نشط في Labour and Co-operative Party ‏ وحزب العمال. في انتخابات المملكة المتحدة لعام 2010، انتخب عضو برلمان المملكة المتحدة الـ55 عن دائرة ستاليبريج وهايد وقد انضم خلال فترته النيابية ‏ (6 مايو 2010 – 30 مارس 2015) للكتلة البرلمانية حزب العمال وفي الانتخابات العامة في المملكة المتحدة 2015، انتخب عضو برلمان المملكة المتحدة الـ56 عن دائرة ستاليبريج وهايد وقد انضم خلال فترته النيابية ‏ (8 مايو 2015 – 3 مايو 2017) للكتلة البرلمانية Labour and Co-operative Party ‏ وفي الانتخابات التشريعية البريطانية 2017، انتخب عضو برلمان المملكة المتحدة الـ57 عن دائرة ستاليبريج وهايد وقد انضم خلال فترته النيابية ‏ (8 يونيو 2017 – ) للكتلة البرلمانية Labour and Co-operative Party ‏.

## وصلات خارجية
- الموقع الرسمي